# He'll Have to Go
"He'll Have to Go" is een nummer van de Amerikaanse zanger Jim Reeves. Het nummer verscheen op zijn gelijknamige album uit 1960. In november 1959 werd het uitgebracht als single. Het nummer werd gecoverd door diverse artiesten, waaronder Ry Cooder, die er in 1976 in Nederland en Vlaanderen een hit mee scoorde.

## Achtergrond
"He'll Have to Go" is geschreven door Joe en Audrey Allison en geproduceerd door Chet Atkins. Het nummer gaat over een man die een telefoongesprek met de vrouw van wie hij houdt, maar tijdens het gesprek realiseert hij zich dat er een andere man bij haar is. Joe en Audrey Allison, die met elkaar getrouwd waren, raakten geïnspireerd om het nummer te schrijven nadat zij zelf een telefoongesprek hadden waarin zij moeite hadden om elkaar te begrijpen. Vanwege het lawaai op de achtergrond en de zachte stem van Audrey vroeg Joe om haar mond dicht bij de telefoon te houden. Naar aanleiding van deze gebeurtenis schreef Audrey de eerste regel van het nummer: "Put your sweet lips a little closer to the phone".
Reeves nam "He'll Have to Go" op nadat hij de oorspronkelijke versie van Billy Brown had gehoord. Zijn versie kreeg weinig aandacht, waardoor Reeves het zelf op wilde nemen. Op de plaat waren onder meer pianist Floyd Cramer, basgitarist Bob Moore, drummer Buddy Harman, gitarist Hank Garland en achtergrondzangeres Anita Kerr te horen. Oorspronkelijk werd het uitgebracht op de B-kant van de single "In a Mansion Stands My Love", aangezien de platenbazen vonden dat dat een sterker nummer was. Deze single kreeg echter ook weinig aandacht, waardoor radio-dj's de B-kant begonnen te draaien.
"He'll Have to Go" werd al snel een hit in de Verenigde Staten: het bereikte de eerste plaats in de Amerikaanse countrylijsten en de tweede plaats in de Billboard Hot 100. Daarnaast kwam het ook in de r&b-lijsten terecht, waarin het de dertiende plaats behaalde. In Australië, Canada en Noorwegen werd de single een nummer 1-hit, terwijl het in het Verenigd Koninkrijk niet verder kwam dan de twaalfde plaats. In Nederland werd de derde plaats gehaald in de Hits of the World-lijst, de voorganger van de Tijd voor Teenagers Top 10.

## Covers
- In 1964 scoorde Solomon Burke een hit in de Verenigde Staten met zijn versie van het nummer.
- Op 31 oktober 1976 werd het opgenomen door Elvis Presley tijdens zijn laatste studiosessie; het is voor zover bekend zijn laatste studio-opname.
- Ry Cooder coverde het in 1976 voor zijn album Chicken Skin Music in de stijl van de Mexicaanse norteño. Zijn versie bereikte in Nederland de twaalfde plaats in de Nederlandse Top 40 en de achtste plaats in de Nationale Hitparade, terwijl in Vlaanderen de dertiende plaats in de voorloper van de Ultratop 50 werd gehaald.
- Bryan Ferry nam in 1977 een cover van het nummer op, dat pas op het verzamelalbum The Ultimate Collection (1988) werd uitgebracht.
- In 2013 verscheen de versie van UB40 op hun album Getting Over the Storm waarvoor ze countrysongs in een reggaejasje staken.

### Antwoordlied
- Jeanne Black nam in 1960 een antwoordlied op met de titel "He'll Have to Stay", waarmee zij de vierde plaats in de Billboard Hot 100 behaalde.

## Hitnoteringen

### Jim Reeves

#### Hits of the World
- Een aantal van deze noteringen hebben een lengte van twee weken; echter werden er na oktober 1960 (week 13) een aantal weken overgeslagen.

| Hitnotering week 1 t/m 16: 28-05-1960 t/m 17-12-1960 Hitnotering week 17: 21-01-1961 | Hitnotering week 1 t/m 16: 28-05-1960 t/m 17-12-1960 Hitnotering week 17: 21-01-1961 | Hitnotering week 1 t/m 16: 28-05-1960 t/m 17-12-1960 Hitnotering week 17: 21-01-1961 | Hitnotering week 1 t/m 16: 28-05-1960 t/m 17-12-1960 Hitnotering week 17: 21-01-1961 | Hitnotering week 1 t/m 16: 28-05-1960 t/m 17-12-1960 Hitnotering week 17: 21-01-1961 | Hitnotering week 1 t/m 16: 28-05-1960 t/m 17-12-1960 Hitnotering week 17: 21-01-1961 | Hitnotering week 1 t/m 16: 28-05-1960 t/m 17-12-1960 Hitnotering week 17: 21-01-1961 | Hitnotering week 1 t/m 16: 28-05-1960 t/m 17-12-1960 Hitnotering week 17: 21-01-1961 | Hitnotering week 1 t/m 16: 28-05-1960 t/m 17-12-1960 Hitnotering week 17: 21-01-1961 | Hitnotering week 1 t/m 16: 28-05-1960 t/m 17-12-1960 Hitnotering week 17: 21-01-1961 | Hitnotering week 1 t/m 16: 28-05-1960 t/m 17-12-1960 Hitnotering week 17: 21-01-1961 | Hitnotering week 1 t/m 16: 28-05-1960 t/m 17-12-1960 Hitnotering week 17: 21-01-1961 | Hitnotering week 1 t/m 16: 28-05-1960 t/m 17-12-1960 Hitnotering week 17: 21-01-1961 | Hitnotering week 1 t/m 16: 28-05-1960 t/m 17-12-1960 Hitnotering week 17: 21-01-1961 | Hitnotering week 1 t/m 16: 28-05-1960 t/m 17-12-1960 Hitnotering week 17: 21-01-1961 | Hitnotering week 1 t/m 16: 28-05-1960 t/m 17-12-1960 Hitnotering week 17: 21-01-1961 | Hitnotering week 1 t/m 16: 28-05-1960 t/m 17-12-1960 Hitnotering week 17: 21-01-1961 | Hitnotering week 1 t/m 16: 28-05-1960 t/m 17-12-1960 Hitnotering week 17: 21-01-1961 | Hitnotering week 1 t/m 16: 28-05-1960 t/m 17-12-1960 Hitnotering week 17: 21-01-1961 | Hitnotering week 1 t/m 16: 28-05-1960 t/m 17-12-1960 Hitnotering week 17: 21-01-1961 |
| Week                                                                                 | 1                                                                                    | 2                                                                                    | 3                                                                                    | 4                                                                                    | 5                                                                                    | 6                                                                                    | 7                                                                                    | 8                                                                                    | 9                                                                                    | 10                                                                                   | 11                                                                                   | 12                                                                                   | 13                                                                                   | 14                                                                                   | 15                                                                                   | 16                                                                                   |                                                                                      | 17                                                                                   |                                                                                      |
| ------------------------------------------------------------------------------------ | ------------------------------------------------------------------------------------ | ------------------------------------------------------------------------------------ | ------------------------------------------------------------------------------------ | ------------------------------------------------------------------------------------ | ------------------------------------------------------------------------------------ | ------------------------------------------------------------------------------------ | ------------------------------------------------------------------------------------ | ------------------------------------------------------------------------------------ | ------------------------------------------------------------------------------------ | ------------------------------------------------------------------------------------ | ------------------------------------------------------------------------------------ | ------------------------------------------------------------------------------------ | ------------------------------------------------------------------------------------ | ------------------------------------------------------------------------------------ | ------------------------------------------------------------------------------------ | ------------------------------------------------------------------------------------ | ------------------------------------------------------------------------------------ | ------------------------------------------------------------------------------------ | ------------------------------------------------------------------------------------ |
| Positie                                                                              | 13                                                                                   | 16                                                                                   | 15                                                                                   | 9                                                                                    | 10                                                                                   | 5                                                                                    | 3                                                                                    | 4                                                                                    | 3                                                                                    | 3                                                                                    | 3                                                                                    | 6                                                                                    | 7                                                                                    | 6                                                                                    | 12                                                                                   | 15                                                                                   | uit                                                                                  | 20                                                                                   | uit                                                                                  |

#### NPO Radio 2 Top 2000
| Nummer met noteringen in de NPO Radio 2 Top 2000 | '99 | '00  | '01  | '02  | '03 | '04  | '05  | '06  | '07 | '08  | '09  | '10  | '11 | '12  |
| ------------------------------------------------ | --- | ---- | ---- | ---- | --- | ---- | ---- | ---- | --- | ---- | ---- | ---- | --- | ---- |
| He'll Have to Go                                 | 857 | 1211 | 1547 | 1330 | 812 | 1378 | 1340 | 1334 | 985 | 1162 | 1751 | 1637 | -   | 1996 |

1. ↑  Een '-' betekent dat het nummer niet was genoteerd en een vetgedrukt getal geeft de hoogste notering aan.
2. ↑  Deze tabel is bijgewerkt tot en met de laatste editie (2024).

#### Evergreen Top 1000
| Evergreen Top 1000 | Evergreen Top 1000 | Evergreen Top 1000 | Evergreen Top 1000 | Evergreen Top 1000 | Evergreen Top 1000 | Evergreen Top 1000 | Evergreen Top 1000 | Evergreen Top 1000 | Evergreen Top 1000 | Evergreen Top 1000 | Evergreen Top 1000 | Evergreen Top 1000 | Evergreen Top 1000 | Evergreen Top 1000 | Evergreen Top 1000 | Evergreen Top 1000 |
| Jaar               | 2008               | 2009               | 2010               | 2011               | 2012               | 2013               | 2014               | 2015               | 2016               | 2017               | 2018               | 2019               | 2020               | 2021               | 2022               | 2023               |
| ------------------ | ------------------ | ------------------ | ------------------ | ------------------ | ------------------ | ------------------ | ------------------ | ------------------ | ------------------ | ------------------ | ------------------ | ------------------ | ------------------ | ------------------ | ------------------ | ------------------ |
| Positie            | 44                 | 12                 | 88                 | 88                 | 99                 | 34                 | 42                 | 40                 | 57                 | 73                 | 115                | 115                | 129                | 150                | 167                | 184                |

### Ry Cooder

#### Nederlandse Top 40
| Hitnotering: 25-12-1976 t/m 05-02-1977 | Hitnotering: 25-12-1976 t/m 05-02-1977 | Hitnotering: 25-12-1976 t/m 05-02-1977 | Hitnotering: 25-12-1976 t/m 05-02-1977 | Hitnotering: 25-12-1976 t/m 05-02-1977 | Hitnotering: 25-12-1976 t/m 05-02-1977 | Hitnotering: 25-12-1976 t/m 05-02-1977 | Hitnotering: 25-12-1976 t/m 05-02-1977 | Hitnotering: 25-12-1976 t/m 05-02-1977 |
| Week                                   | 1                                      | 2                                      | 3                                      | 4                                      | 5                                      | 6                                      | 7                                      |                                        |
| -------------------------------------- | -------------------------------------- | -------------------------------------- | -------------------------------------- | -------------------------------------- | -------------------------------------- | -------------------------------------- | -------------------------------------- | -------------------------------------- |
| Positie                                | 26                                     | 19                                     | 15                                     | 12                                     | 13                                     | 22                                     | 35                                     | uit                                    |

#### Nationale Hitparade
| Hitnotering: 18-12-1976 t/m 29-01-1977 | Hitnotering: 18-12-1976 t/m 29-01-1977 | Hitnotering: 18-12-1976 t/m 29-01-1977 | Hitnotering: 18-12-1976 t/m 29-01-1977 | Hitnotering: 18-12-1976 t/m 29-01-1977 | Hitnotering: 18-12-1976 t/m 29-01-1977 | Hitnotering: 18-12-1976 t/m 29-01-1977 | Hitnotering: 18-12-1976 t/m 29-01-1977 | Hitnotering: 18-12-1976 t/m 29-01-1977 |
| Week                                   | 1                                      | 2                                      | 3                                      | 4                                      | 5                                      | 6                                      | 7                                      |                                        |
| -------------------------------------- | -------------------------------------- | -------------------------------------- | -------------------------------------- | -------------------------------------- | -------------------------------------- | -------------------------------------- | -------------------------------------- | -------------------------------------- |
| Positie                                | 28                                     | 18                                     | 12                                     | 11                                     | 8                                      | 13                                     | 22                                     | uit                                    |

#### NPO Radio 2 Top 2000
| Nummer met noteringen in de NPO Radio 2 Top 2000 | '99 | '00 | '01 | '02 | '03 | '04 | '05 | '06 | '07  | '08 | '09 | '10 | '11  | '12  | '13 | '14  | '15  |
| ------------------------------------------------ | --- | --- | --- | --- | --- | --- | --- | --- | ---- | --- | --- | --- | ---- | ---- | --- | ---- | ---- |
| He'll Have to Go                                 | 988 | -   | 875 | 756 | 814 | 731 | 778 | 874 | 1072 | 851 | 968 | 990 | 1286 | 1544 | 976 | 1593 | 1859 |

1. ↑  Een '-' betekent dat het nummer niet was genoteerd en een vetgedrukt getal geeft de hoogste notering aan.
2. ↑  Deze tabel is bijgewerkt tot en met de laatste editie (2024).